# Mitracarpus aristatus
Mitracarpus aristatus là một loài thực vật có hoa trong họ Thiến thảo. Loài này được Borhidi & Lozada-Pérez mô tả khoa học đầu tiên năm 2007.